# Лезеньо
Лезеньо (итал. Lesegno) — коммуна в Италии, располагается в регионе Пьемонт, в провинции Кунео.
Население составляет 853 человека (2008 г.), плотность населения составляет 59 чел./км². Занимает площадь 14 км². Почтовый индекс — 12076. Телефонный код — 0174.
Покровителем коммуны почитается святой Антоний Великий, празднование 7 января.

## Демография
Динамика населения:

## Администрация коммуны
- Официальный сайт: http://www.comune.lesegno.cn.it/